# 16S 核糖体RNA

嗜热栖热菌（Thermus thermophilus）的30S亚基的三维分子结构图。分子中的淡蓝色部分为蛋白质，淡橙色部分为RNA单链。

16S核糖体RNA（16S ribosomal RNA），简称16S rRNA，是原核生物的核糖体中30S亚基的组成部分。16S rRNA的长度约为1,542 nt。卡尔·乌斯和乔治·福克斯是率先在系统发育中使用的16S rRNA基因的两个先驱者。
一个细菌的细胞中可包含多个具有不同序列的16S rRNA。

## 功能
已知16S rRNA具有如下几项功能：
- 16S rRNA具有与原核生物核糖体大亚基中的23S rRNA相似的结构决定功能，可作为核糖体蛋白质结合的架构。在足量Mg2+存在下分离到的16S rRNA处于紧密状态，其空间结构与30S亚基的大小和形状十分相似。[4]
- 16S rRNA的3'端含有能与mRNA上游AUG起始密码子通过氢键结合的反夏因-达尔加诺序列。另有发现表明，16S rRNA中1,505－1,539的CCUCC序列与mRNA的相应序列有互补关系。[4]
- 16S rRNA能通过氢键与23S rRNA结合，增强原核生物70S核糖体一大一小两个亚基（50S亚基与30S亚基）结合时的稳定性。
- 16S rRNA能通过其1,492及1,493的腺嘌呤残基（参见嘌呤分子结构图解）的N1原子与mRNA骨架上的2'OH基团之间产生氢键，使核糖体A位密码子－反密码子的碱基互补配对稳定化。

## 通用引物
由于不同种的真细菌与古细菌间的16S rRNA基因（16S rDNA）是高度保守的，16S rDNA常被用于对各种生物进行的系统发生学方面的研究这种运用16S rRNA对生物进行系统发生学研究的方法由卡尔·沃斯（Carl Woese）开创。另外，线粒体和叶绿体中的rRNA也都被扩增了。在获得能提供系统发育学信息的16S rRNA分子时需要利用通用PCR引物对16S rRNA分子进行扩增。16S rRNA序列的对比分析需要在这类“通用引物”的脱氧核糖核酸分子的辅助下完成，这类分子具有如下序列：
- 8UA正向：5'-AGA GTT TGA TCM TGG CTC AG-3'
- 519B反向：5'-GTA TTA CCG CGG CKG CTG-3'
- 反向：ACG GCT ACC TTG TTA CGA CTT

这类引物因并未在近期发现的几种属于纳古菌门（Nanoarchaeota）的热液古菌中分离识别出来，也被称为准通用引物。
| 引物名字       | 序列 (5'-3')                   | 参考资料     |
| -------------- | ------------------------------ | ------------ |
| 8F(同F8或27F)  | AGA GTT TGA TCC TGG CTC AG     | [ 9 ] [ 10 ] |
| U1492R         | GGT TAC CTT GTT ACG ACT T      | 同上         |
| 928F           | TAA AAC TYA AAK GAA TTG ACG GG | [ 11 ]       |
| 336R           | ACT GCT GCS YCC CGT AGG AGT CT | 同上         |
| 1100F          | YAA CGA GCG CAA CCC            |              |
| 1100R          | GGG TTG CGC TCG TTG            |              |
| 337F           | GAC TCC TAC GGG AGG CWG CAG    |              |
| 907R           | CCG TCA ATT CCT TTR AGT TT     |              |
| 785F           | GGA TTA GAT ACC CTG GTA        |              |
| 805R           | GAC TAC CAG GGT ATC TAA TC     |              |
| 533F           | GTG CCA GCM GCC GCG GTA A      |              |
| 518R           | GTA TTA CCG CGG CTG CTG G      |              |
| 27F(同F8或8F)  | AGA GTT TGA TCM TGG CTC AG     | [ 12 ]       |
| 1492R(同R1510) | CGG TTA CCT TGT TAC GAC TT     | 同上         |

### PCR中的应用
除了高度保守的引物结合位点之外，16S核糖体RNA基因序列包含高变区，可以提供具体物种的签名序列用于鉴定细菌的有用的。其结果是，16S核糖体RNA基因测序已经成为医学微生物学普遍的作为一种快速和廉价的鉴定细菌表型方法的替代方法。尽管它最初用于鉴定细菌，随后16S测序被发现能够重新分类细菌进入完全新的物种，或者甚至是属。它还已经被用于描述具有从未被成功培养的新物种。

## 16S核糖体数据库
因为它存在于大多数微生物并显示适当的变化，16S rRNA基因被用作分类鉴定微生物的标准。大多数细菌和古细菌的16S rRNA基因序列型菌株可在公共数据库得到，例如NCBI数据库。然而，在这些数据库中发现的序列的质量往往没有验证。因此，只收集16S rRNA序列辅助数据库被广泛使用。最经常使用的数据库如下：
1： EzTaxon-e. https://web.archive.org/web/20130928154318/http://eztaxon-e.ezbiocloud.net/ 
2：核糖体数据库项目。http://rdp.cme.msu.edu/（页面存档备份，存于） 核糖体数据库项目(RDP)。
3： SILVA. 
4： Greengenes. Greengenes是基于新生系统发生，提供了标准的操作分类单元集的质量控制，全面的16S参考数据库和分类。该网站的官方主页是http://greengenes.secondgenome.com，并在Creative Commons许可BY-SA3.0许可。